# من غير ليه (أغنية)
من غير ليه أغنية عامية مصرية من تأليف الشاعر المصري مرسي جميل عزيز، وتوزيع أحمد فؤاد حسن، غناها ولحنها الموسيقار المصري محمد عبد الوهاب، وأنتجها عبد الوهاب عام 1989م.

## عن الأغنية
في 1975م اتفق العندليب عبد الحليم حافظ، والموسيقار محمد عبد الوهاب، مع الشاعر مرسى جميل عزيز، على كتابة أغنية «من غير ليه»، ليتغنى بها العندليب في حفلات الربيع، وانتهى الشاعر من كتابتها وأرسلها لموسيقار الأجيال ليبدأ تلحينها، استمرت عملية التأليف والتلحين لفترة طويلة تعدت العامين بسبب خلاف الثنائي عبد الوهاب وعبد الحليم مع مرسي جميل عزيز على بعض مواضع كلمات الأغنية، وفي 1977م رحل العندليب قبل غناء «من غير ليه»، ورحل أيضا مرسي جميل عزيز في 1980 قبل أن يسمع الأغنية، ورفض عبد الوهاب إعطاء الأغنية لأى مطرب من مطربى السبعينيات والثمانينات وكان على رأسهم هانى شاكر، و في أواخر 1989، فاجأ الجمهور بغنائها بعد غياب طويل، وحققت نجاحًا ساحقًا وكانت نِداً قوياً لأغاني حميد الشاعري وعمرو دياب ومحمد منير التي كانت مكتسحة لسوق الأغاني وشرائط الكاسيت في مصر آنذاك.

## وصلات خارجية
من غير ليه بصوت محمد عبد الوهاب